# 21720 Pilishvili
21720 Pilishvili è un asteroide della fascia principale. Scoperto nel 1999, presenta un'orbita caratterizzata da un semiasse maggiore pari a 2,3098325 UA e da un'eccentricità di 0,1171528, inclinata di 7,55804° rispetto all'eclittica.